# Ferrari 375 F1
El Ferrari 375 F1 es un monoplaza de competición desarrollado por Ferrari al comienzo de la década de 1950. Tras numerosas mejoras, permitió terminar con la superioridad que habían mostrado hasta entonces los bólidos de Alfa Romeo. Con Alberto Ascari al volante, cosechó las primeras victorias de relieve de la escudería, imponiéndose con autoridad en el Campeonato Mundial de 1952.

## Historia
Después de obtener solo un éxito modesto con el Ferrari 125 F1 sobrealimentado en Fórmula 1, Scuderia Ferrari decidió cambiar para la temporada de 1950 a la fórmula de un motor de 4,5 litros con alimentación atmosférica. Al llamar a Aurelio Lampredi para reemplazar a Gioacchino Colombo como director técnico, Enzo Ferrari ordenó que la empresa trabajase en etapas para desarrollar un motor V12 de competición de gran cilindrada.
El primer resultado del trabajo de Lampredi fue el 275 S experimental. Solo dos de estas barchettas de carreras fueron construidas, basadas en el 166 MM pero usando el V12 experimental de 3.3 litros, mejorado para las Mille Miglia del 23 de abril de 1950. Aunque uno de los monoplazas lideró la carrera durante un tiempo, los dos monoplazas de Ferrari se vieron obligados a retirarse por fallos mecánicos antes del final.
El 275 F1 hizo su debut en el Gran Premio de Bélgica, luciendo la misma versión de 3.3 litros (3322 cc / 202 in³) del nuevo motor Lampredi. Con tres carburadores Weber 42DCF, un solo árbol de levas en cabeza para cada bancada de cilindros y dos válvulas por cilindro, el motor rendía de 300 CV (224 kW) a 7200 rpm. Alberto Ascari llevó el coche al quinto lugar, marcando el final del motor de 3.3 litros.
El 275 fue reemplazado por el 340 F1. Como su nombre indica, el coche utilizaba una versión más grande de 4.1 litros (4101.66 cc / 250 in³) del motor Lampredi V12. Otros cambios incluyeron una nueva suspensión trasera de tubo de Dion basada en la del 166 F2 y la caja de cambios de cuatro velocidades. Tenía una distancia entre ejes más larga de 2420 mm (95 in), pero otras dimensiones se mantuvieron igual. Con 335 CV (250 kW), Ascari pudo competir con el Alfa Romeo 158 de Juan Manuel Fangio, pero se retiró por problemas de motor. Aunque el 340 demostró su capacidad, solo fue el paso intermedio en el desarrollo del monoplaza de Ferrari en 1950.
La escudería italiana logró el objetivo de un gran motor de 4.5 litros con el 375 F1, dos de cuyas unidades se estrenaron en el Gran Premio de Italia, el 3 de septiembre de ese año. Este motor de 4.5 litros (4493.73 cc / 274 in³) produjo aproximadamente la misma potencia que su predecesor de 4.1 litros, pero su manejabilidad le valió a Ascari el segundo lugar en esa carrera de debut. Una serie de modificaciones durante la temporada 1951 le permitieron a Ferrari finalmente imponerse a Alfa Romeo en una carrera de Fórmula 1, con la victoria de José Froilán González en el Gran Premio de Gran Bretaña del 14 de julio, convirtiéndose en el primer triunfo de Scuderia Ferrari en su historia. Las victorias de Ascari en Alemania e Italia y los buenos resultados a lo largo de la temporada cimentaron la posición de la compañía como contendiente de Fórmula 1.

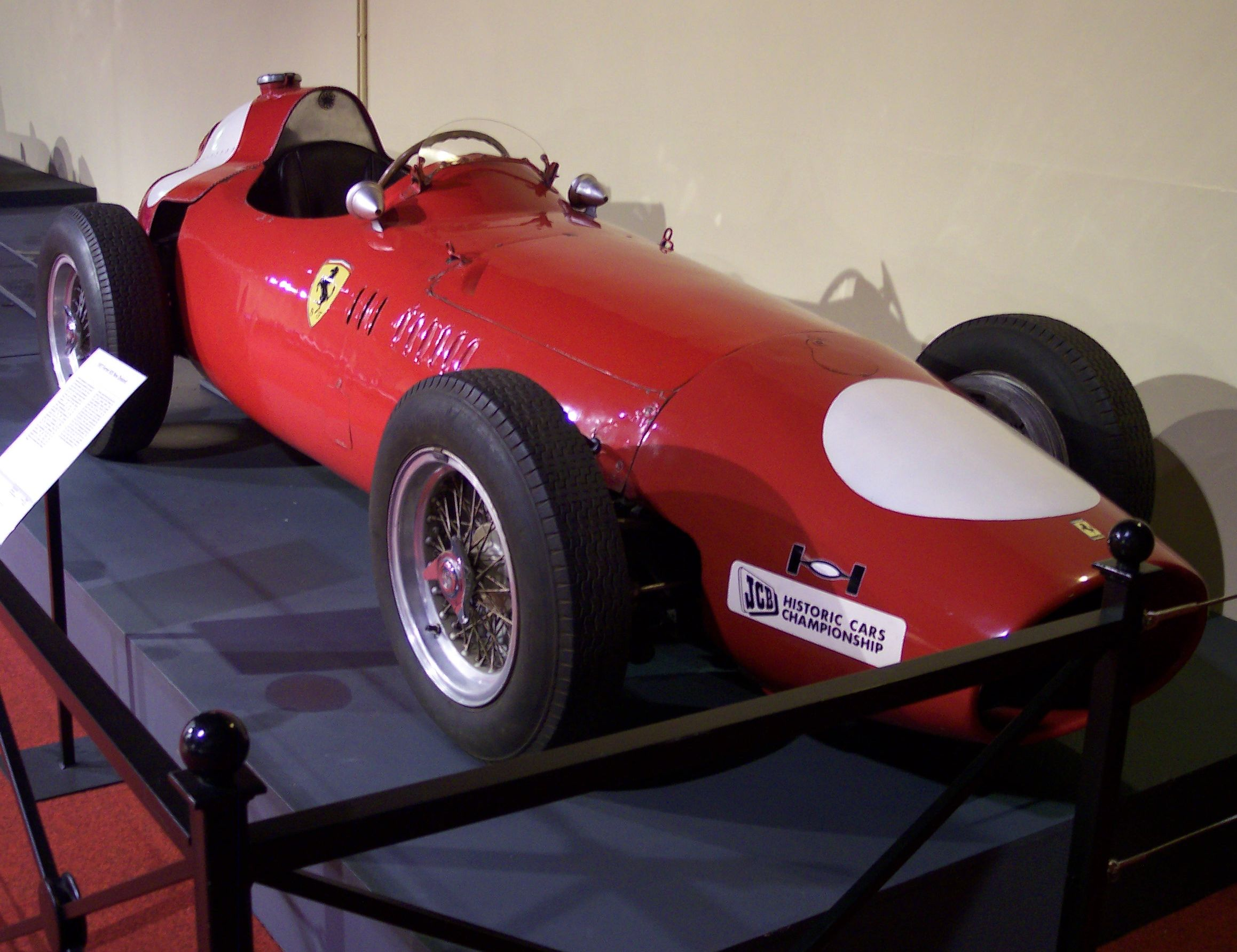
Ferrari 375 Indy, manejado por Ascari en las 500 Millas de Indianápolis de 1952.

Los cambios en las regulaciones de Campeonato de AAA con respecto al de Fórmula 1, llevaron a la compañía a trasplantar el gran motor a un Indy, el 375 Indy, para disputar las 500 millas de 1952. Tres nuevos carburadores Weber 40IF4C generaban una potencia de 400 CV (298 kW), la distancia entre ejes se alargó y el chasis y la suspensión se reforzaron. Aunque el monoplaza tuvo un buen desempeño en las pruebas europeas, no pudo cumplir con el desafío estadounidense, con solo uno de los cuatro 375 clasificados para la 500 millas. Ascari fue el piloto que clasificó el monoplaza para la carrera, comenzando desde el puesto 25 (salida de 33 participantes) con una velocidad de clasificación de 134.3 mph (la pole position fue ganada por el estadounidense Chet Miller, quien condujo su Kurtis Kraft-Novi sobrealimentado a 139.03 mph). El italiano se clasificaría en el lugar 31, completando solo 40 de las 200 vueltas antes de verse obligado a retirarse por un fallo en las ruedas, aunque se adjudicaría los restantes seis Grandes Premios de la temporada para ganar fácilmente su primer Campeonato Mundial con su compañero de Ferrari, Giuseppe Farina.
El motor V12 fue desechado para 1954, ya que Fórmula 1 requería un motor de 2.5 litros. El nuevo 553 F1 adoptó el motor Lampredi de cuatro cilindros, dejando el V12 para el uso de automóviles deportivos.
El 375 fue conducido en el Gran Premio de Gran Bretaña de 2011 por el español Fernando Alonso, en homenaje al sexagésimo aniversario de la primera victoria de Ferrari en el Gran Premio de Gran Bretaña de 1951, en Silverstone, con el piloto argentino José Froilán González conduciendo en el aquel momento.

## Resultados

### Fórmula 1
(Clave) (negrita indica pole position) (cursiva indica vuelta rápida)

| Año     | Chasis   | Motor   | Neu. | Piloto                | 1   | 2   | 3   | 4      | 5   | 6   | 7      | 8   |
| ------- | -------- | ------- | ---- | --------------------- | --- | --- | --- | ------ | --- | --- | ------ | --- |
| 1950    | 275      | 3.3 V12 | P    |                       | GBR | MON | 500 | SUI    | BEL | FRA | ITA    |     |
| 1950    | 275      | 3.3 V12 | P    | Alberto Ascari        |     |     |     |        | 5   |     |        |     |
| 1950    | 375      | 4.5 V12 | P    | Alberto Ascari        |     |     |     |        |     |     | Ret/2‡ |     |
| 1950    | 375      | 4.5 V12 | P    | Dorino Serafini       |     |     |     |        |     |     | 2‡     |     |
| 1951    | 375      | 4.5 V12 | P    |                       | SUI | 500 | BEL | FRA    | GBR | GER | ITA    | ESP |
| 1951    | 375      | 4.5 V12 | P    | Luigi Villoresi       | Ret |     | 3   | 3      | 3   | 4   | 4      | Ret |
| 1951    | 375      | 4.5 V12 | P    | Alberto Ascari        | 6   |     | 2   | Ret/2‡ | Ret | 1   | 1      | 4   |
| 1951    | 375      | 4.5 V12 | P    | Piero Taruffi         | 2   |     | Ret | DNP    |     | 5   | 5      | Ret |
| 1951    | 375      | 4.5 V12 | P    | José Froilán González |     |     |     | 2‡     | 1   | 3   | 2      | 2   |
| 1951    | 375      | 4.5 V12 | P    | Chico Landi           |     |     |     |        |     |     | Ret    |     |
| 1951    | 375      | 4.5 V12 | P    | Gianni Marzotto       |     |     |     |        |     |     | DNP    |     |
| 1952    | 375 Indy | 4.5 V12 | F    |                       | SUI | 500 | BEL | FRA    | GBR | GER | NED    | ITA |
| 1952    | 375 Indy | 4.5 V12 | F    | Alberto Ascari        |     | Ret |     |        |     |     |        |     |
| Fuente: |          |         |      |                       |     |     |     |        |     |     |        |     |